# 索菲·林
索菲·林（英語：Sophie Linn，1995年3月13日—），澳大利亚女子铁人三项运动员。她曾代表澳大利亚参加2022年英联邦运动会铁人三项比赛，获得混合接力铜牌和女子个人第5名。